# Rhaphidophora tetrasperma
Espèce
Rhaphidophora tetrasperma est une espèce de plantes de la famille des Araceae, originaire d'Asie du Sud-Est. Elle est cultivée comme plante d'appartement pour l'attrait de son feuillage fortement échancré, et ressemble fortement, en plus petit, à un Faux philodendron.

## Description
La plante fait penser, en plus petit, à un Faux philodendron (Monstera deliciosa).

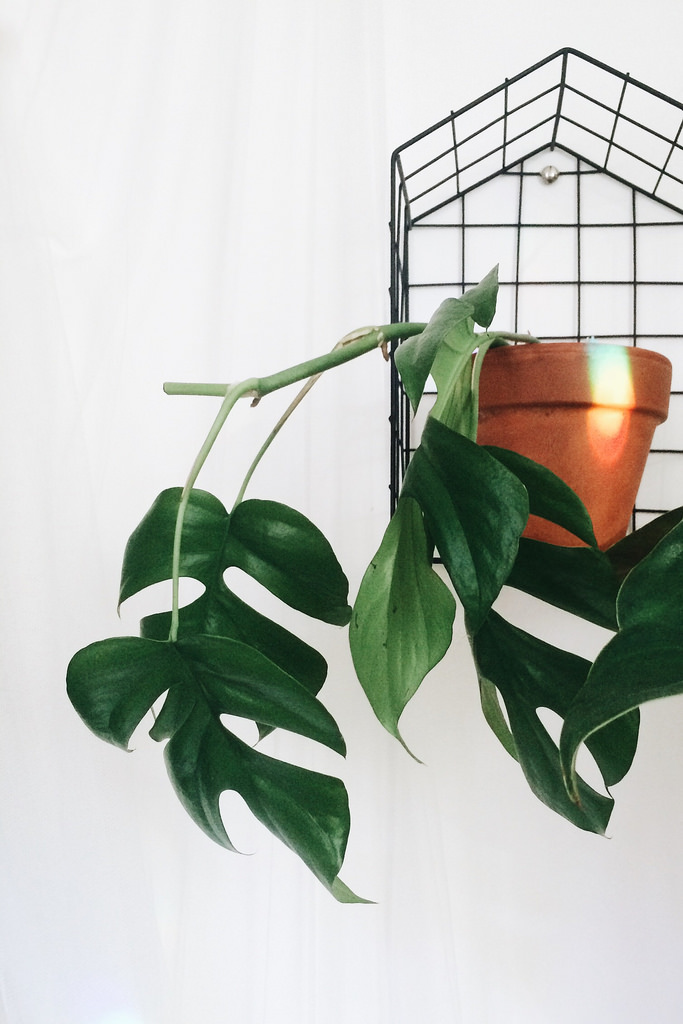
Jeune plant de Rhaphidophora tetrasperma cultivé en suspension

## Répartition géographique
Cette espèce est originaire du pays suivant : Indonésie, Malaisie.

## Classification
Cette espèce a été décrite en 1893 par l'explorateur et botaniste britannique Joseph Dalton Hooker (1817-1911). L'épithète spécifique tetrasperma est composé de tetra, quatre, et spermus, graine, et signifie donc « à quatre graines » de même que chez la Vesce à quatre graines (Vicia tetrasperma).